# Friedrich Gieße
Friedrich Gieße, auch Giese (* 23. Januar 1760 in Hessisch Lichtenau; † 1. Januar 1842 in Weilburg), war ein deutscher evangelischer Theologe und Mitglied der Deputiertenkammer der Landstände des Herzogtums Nassau.

## Leben
Friedrich Gieße war ein Sohn des Rektors Johann Heinrich Gieße (1719–1781) und dessen Ehefrau Martha Elisabeth Heydolph (1735–1801).
Nach dem Abitur am Gymnasium Hersfeld absolvierte er ein Studium der Theologie an der Philipps-Universität Marburg und promovierte zum Dr. theol. Bevor er 1798 Hofprediger wurde, war er als Pfarrer in Marburg, Wetzlar und Marnheim tätig. Im selben Jahr erhielt er die Ernennung zum Konsistorialrat am Konsistorium in Weilburg, wo er zu den Gründern der Weilburger reformierten Gemeinde gehörte.
Gieße war auch als Erzieher und Lehrer der Prinzen tätig. 
Als Prinz Karl Friedrich Wilhelm, Sohn des Fürsten Karl Christian, am 10. Mai 1807 verstarb, hielt Gieße am 2. Sonntag nach Trinitatis eine Gedächtnispredigt.
In den Jahren von 1807 bis 1809 war er Konsistorialrat am Konsistorium in Hachenburg. Nach der Ernennung zum Superintendenten nahm er von 1810 bis 1842 das Amt die Generalsuperintendenten des Herzogtums Nassau wahr und fungierte von 1816 bis 1842 als außerordentliches korrespondierendes Mitglied der Landesregierung.
Ab 1817 übte er die Oberaufsicht über das Theologische Seminar Herborn aus.
Gieße war Mitbegründer der Nassauischen Union. 
Von 1818 bis 1832 war er Mitglied der Deputiertenkammer der Landstände des Herzogtums Nassau und wurde aus der Gruppe der Vorsteher der Geistlichkeit und der höheren Lehranstalten gewählt.
Am 10. Dezember 1827 verzichtete er nach 47 Jahren Dienstzeit
auf alle kirchlichen Ämter. Als Anerkennung seiner Verdienste behielt er sein volles Gehalt; ihm wurde der Titel Geheimrat verliehen.
Gieße hatte 1784 in Marburg Johanna Christiane Grau (1767–1834, Tochter des Metropolitans Elias Grau und der Maria Magdalene Bernhardi) geheiratet. Aus der Ehe sind die Söhne Cäsar Elias (1786–1868) und Hans Wilhelm Julius Eberhard Georg (1790–1839) hervorgegangen.

## Ehrungen
- Geheimer Konsistorialrat
- Ehrendoktor der Philipps-Universität Marburg